# امیر گرانوف
امیر گرانوف (انگلیسی: Emir Granov؛ زادهٔ ۱۷ فوریهٔ ۱۹۷۶) بازیکن سابق فوتبال اهل بوسنی و هرزگوین است.
وی همچنین در تیم ملی فوتبال بوسنی و هرزگوین بازی کرده‌است.